# 국수주의 (일본)

일본 제국의 국기

국수주의(일본어: 国粋主義 코쿠스이슈기[*])란 근대 일본에서 구화주의와 대립하여 자국민(일본인), 자국(일본제국)의 문화전통의 독자성을 강조・유지・함양, 또는 지키려 했던 사고방식이다. 일본주의(日本主義)라고도 한다.
국수주의는 정치적인 관점에서 볼 때 제2차 세계 대전 당시의 일본 제국 육군과 일본 제국 해군의 정치적, 이념적인 기초가 되었다. 이 개념은 매우 복잡하여 간단하게 설명하기 어렵다.

## 개요
국수주의는 1868년 메이지 유신부터 나타난 일본 국민주의의 극단된 형태이다. 일본인들의 본국에 대해 지난 2세기 동안 일본 사람들의 문화, 정치, 자연적 사회의 형태와 특유의 민족주의적 관점에 의해 본연의 역사를 숨기려는 왜곡심도 포함된다.
메이지 시대 일본에서 나타난 일반적인 민족주의 이데올로기는 유럽 및 서양 세력의 침략에 대한 방어의무가 첫 번째였다. 우선 각 국가의 단합과 애국심을 심어주기 위해 메이지 정부는 철학 및 정치학자들로 구성한 민족주의 단합에 나섰다. 후에 이 일본의 고유 민족주의는 "투쟁과 평등을 달성하기 위해 지녀야 할 위대한 힘"이라고 규정되었으며. 다이쇼 시대와 쇼와 시대부터 점점 전체주의적으로 그리고 세계 확장론을 통하여 제국주의적으로 변질되었다. 20세기 초에는 이러한 사상적 기초에도 불구하고 이탈리아에서 일어난 파시즘에 영감을 받아 더욱더 잔혹해졌다.

### 메이지 시대 (초기)
고메이 천황과 매튜 C. 페리 제독과의 가나가와 조약의 서명은 일본의 민족주의 이데올로기 발전에 큰 기여를 했다. 이후 에도 막부(도쿠가와 막부) 시대에는 '외세 침략의 마지막'이라 하여 막부 내각은 오세이(천황의 최고 기관)를 추진하면서 일부 유명한 일본의 다이묘들은 일본 민족주의의 개념을 전파했다. 이와 달리 에도 막부의 쇄국령을 경계하는 사카모토 료마의 신정부강령팔책으로 변혁하며 에도 막부 붕괴에 따른 메이지 유신 시작이 주요 원동력이었다. 물론 이 일본 민족주의는 광범위하고 평등한 것이기 때문에 일본 열도 내의 모든 민족은 차별받지 아니했고 소수 민족까지 합하여 모든 민족까지 이 일본 민족주의 범위에 해당하였다. 후에 이러한 민족 단합력은 현대의 일본인의 단합 정신을 키우는 원동력이 되기도 하였다.
후에 오세이 기관은 이 민족주의에 일본 고유의 정치, 사회, 철학, 문화를 포함시켜 다분히 국수주의적으로 변했지만, 일본 내에서는 이를 개화된 민족주의라 일컬었다.

### 메이지 시대 (중기)
일본과 서양의 심각한 군사력 및 경제력 차이는 일본 민중들이 메이지의 지도력에 대한 의심을 품게되는 원인이 되었다. 이에 새로이 개정된 쿄헤이의 발표문에서는 국가의 위용을 향상시키기 위해 군사력을 강화, 서양과의 전략 산업을 통하여 경제력 강화를 내걸었다 그리고 이러한 효과를 제공하기 위해 메이지 시대 초기의 서양 배타적인 민족주의를 다시한번 개조하여, 서양 친화적인 특유의 민족주의로 계승, 이에 일본은 서양의 경제 라인을 밟아 강력한 경제 기반을 쌓을 수 있었다. 또한 서양의 현대적인 군사를 구축할 수도 있었다. 또한 이러한 정책 극대화시키기 위해 일본 메이지 정부에서는 일본 내 자본가들을 기점으로 그들에게 막대한 지원을 쏟았다. 그 때문에 일본의 경제력 기반은 일본 산업 자본가에 의해 탄생한 것이라고도 할 수 있다. 후에 강력해진 일본은 가나가와 조약과 같은 서양과 일본 간의 불평등 조약을 강제로 파기할 수도 있었다.

### 제국주의 교육
메이지 시대 당시의 주요 교육은 전통적인 국가의 정치, 사회, 문화 및 가치를 가르쳤는데, 일본 특유의 국교와 도덕심의 위대함을 강조하였다. 이 1890년대의 일본 교육은 대한제국의 교육에 많은 영향을 주었는데 후에 일본제국이 조선을 점거하면서 근대적인 교육을 시행할 때 대한제국의 고유 문화와 융합되었다. 메이지 시대의 교육의 기본은 로마 시대의 칙 교황의 선언문처럼 "개인보다는 민족과 국가를, 뛰어난 국가를 위해서는 뛰어난 개인을!"이라는 말과 같이 개인의 자치능력을 개발시키는 교육으로 중점을 두었고, 항상 국가에 대한 충성을 강조하는 식의 교육을 시행하였다.
일본제국 정부는 영토 확장론을 입각하여, 학생들에게 교련 교육을 시켰는데, 이는 영토 확장을 위해 총동원할 군대는 일본 신민 모두이기 때문에 모든 학생들은 전투에 의한 훈련을 받아야했기 때문이다. 여성의 경우는 응급 치료술, 남성의 경우는 전투훈련을 받아야할 의무가 있다고 판단하였다.

### 1905년 ~ 1925년
일본은 동학 농민 운동, 청일전쟁과 러일전쟁의 잇단 승리로 얻은 타이완 및 만주를 통해 여러 타이완 제후들과 아이신교로 푸이를 수중에 넣는등 여러 왕조를 수중에 넣었으며, 1905년 자국을 스스로 대일본제국이라고 칭했다. 일본은 동학 농민 운동, 청일전쟁 승리 후 러일전쟁을 준비하기 위해 19세기 말에 일본 특유의 애국주의를 만들어냈는데, 이는 일본 사무라이 정신을 기초해 "모든 백성은 천황의 전사들이다."라는 방침하에 이루어졌다. 1905년 일본의 고유 민족주의는 사실상 제국주의로 분류될 수 있었으며, 영토 확장을 위해 개인의 희생을 당연시하는 풍토를 정착시키기 시작하였다.

### 1926년 ~ 1935년
1920년대 말부터 일본 국수주의는 더욱 심화되었다. 이 사이 일본은 자신들이 부르는 일본 국수주의의 상징인 천황제에 반대하고, 노동 운동, 농민 운동을 주도하는 코민테른 직하 일본 공산당을 박해하기 위해 치안유지법을 성립, 모든 좌익 활동을 금지시켰다. 일본은 영토 확장론을 통해 전 대륙을 지배하기 위해 강력한 군사력을 가져야했고 강력한 군사력을 가질 수 있으려면 경제력이 바탕이 되어야했다. 그 때문에 일본제국 정부에서는 허용이 되는 한 일본 내 개발 활동을 위해서 민중을 억압하는 식의 정치를 했다.

### 1936년 - 1946년
1936년에 발표된 개정된 일본제국헌법에서는 극우, 파시즘, 군국주의에 해당하는 조항들을 찾아볼 수 있다. 제 4조 칙령에서는 국가의 원수는 천황, 해군이라는 것이 성립되었다. 사실상 그간 다당제가 허용되었던 일본제국은 이 헌법으로 인해 대정익찬회라는 제국주의 일당제가 성립되었다. 또한 1937년 중일전쟁을 성공적으로 수행하기 위해 식민지 내 타 민족에게도 교화정책을 펼쳐야했다. 대한민국이 역사에서는 일제강점기 당시 일본의 민족말살정책 또는 민족병합주의적인 회유정책을 예로 들 수 있다.

### 1947년 이후
1945년 말기에는 미국 대통령 해리 S. 트루먼의 핵 폭탄 사용령에 밀리는 일본 제국의 패망으로 더글러스 맥아더가 운용하는 연합군 최고사령부가 들어섰고, 1946년 2월에 일본 제국 헌법의 개정을 요구하여, 일본 제국 헌법 총 73조 헌법의 개정 절차를 밟아, 초안을 작성 및 공표하였으며, 이를 각색하여 만든 〈헌법개정초안〉을 기초로 〈일본국 헌법〉을 제정하였다.
정의와 법률에 따라 국제 평화에 기여하기 위해, 일본 인민들은 영원히 국가의 주권 권리와 세계 각국의 분쟁을 정착수단으로 여기는 등 무력의 위협 또는 그를 목적으로 행동하는 것을 포기해야하며, 위의 목적을 달성하기 위해 주거, 토지, 해안, 궤도권 뿐만 아니라 다른 전쟁의 실현 가능성은 유효되지 않습니다. 또한 국가 교전을 위한 선전포고 권리도 인정되지 않습니다.— 일본국 헌법 제9조

이러한 헌법을 통해, 일본은 자국의 방어권을 사실상 미국에게 양도하였다. 그러나 냉전이 시작되자, 소련을 방어하기 위한 전략적 위치로 미국은 일본을 선정하였고, 이 상황 속에서 일본의 나카소네 야스히로 정부에서는 불침항모론이 등장하였다.

### 일본 국내의 우익
자유민주당 등의 일본 국내의 우익 단체들은 〈일본국 헌법〉의 내용에 반발하여, 해당 법률 제9조의 개정을 요구하고 나서고 있다. 또한, 일본 국내에 존재하는 일본의 우익들은 ‘일본 제국주의’라는 표현을 쓰지 않고 ‘일본 민족주의’라는 표현을 사용하면서, 이것이 자신들의 정당한 권리라고 주장한다. 일본을 방위하는 군대는 '일본 제국군'이라 쓰지 않고, '일본 자위대'(육상, 해상, 항공)라는 표현을 현재로도 사용하고 있다.

## 같이 보기
- 명예백인
- 명예 아리아인
- 일본의 우생학
  - 일본의 인종개량
- 일본의 군국주의
- 천황제 파시즘